# Alain Courtois
Alain J.M.J. Courtois (Schaarbeek, 12 juni 1951) is een Belgisch bestuurder, voormalig secretaris-generaal van de Koninklijke Belgische Voetbalbond en politicus voor de Mouvement Réformateur.

## Levenswandel
Courtois studeerde af als licentiaat in de rechten, optie administratief recht aan de UCL. Na zijn studies was hij van 1976 tot 1979 kabinetschef van burgemeester Jean-Louis Thys (PSC) te Jette en van 1979 tot 1981 kabinetsattaché op het ministerie van Binnenlandse Zaken. In 1981 werd hij  substituut van de procureur des Konings te Brussel, een functie die hij uitoefende tot 1988. Hierop aansluitend was hij zes jaar openbaar aanklager. Tevens werd hij actief als bestuurder van vennootschappen.
Courtois kwam in 1988 in opvolging van Albert Roosens als secretaris-generaal naar de KBVB, waar hij in het bestuursteam van de toen nieuw verkozen voorzitter Michel D'Hooghe werd opgenomen. In zijn functie was hij onder de voorzitter verantwoordelijk voor de dagelijkse leiding van de bond. Courtois kwam binnen de UEFA een periode onder vuur te liggen in het kader van de Nottingham Forest-affaire voor vermeende achterhouding van elementen in het dossier van het omkoopschandaal bij de UEFA. Voor de KBVB was Courtois eveneens vanaf 1996 de organisator van het Europees kampioenschap voetbal 2000, waarvoor hij samenwerkte met Harry Been. De twee zouden later opnieuw samenwerken toen Courtois enkele jaren later de Belgische "Bid President" en vanaf 2008 in de formele positie als "senior director" actief was bij de Belgisch-Nederlandse kandidatuur voor het WK voetbal 2018.
Begin januari 2002 verhuisde Courtois naar RSC Anderlecht waar hij als manager zou werken naast Michel Verschueren om deze ook nadien op te volgen. Dit lukte evenwel niet en hij verliet in oktober van hetzelfde jaar Anderlecht. Zijn positie werd in 2003 ingenomen door Herman Van Holsbeeck, die zich voortaan naast Verschueren zou inwerken.
In 2003 werd Courtois politiek actief voor de liberale MR, waar hij van 2005 tot 2010 deel uitmaakte van de christendemocratische MCC-vleugel. Hij stond bij de verkiezingen van mei 2003 als opvolger op de lijst voor de Kamer van volksvertegenwoordigers in de kieskring Brussel-Halle-Vilvoorde en kwam na de verkiezingen in de Kamer terecht als vervanger van respectievelijk Daniel Ducarme en Jacques Simonet en vanaf 1 juli 2004 permanent als vervanger van Martine Payfa. Hij werd als volksvertegenwoordiger, en met zijn ervaring bij de KBVB, ook ingeschakeld in de bid-procedure voor de Belgisch-Nederlandse kandidatuur voor het WK 2018. Tijdens zijn periode in de Kamer in 2003-2007 zetelde hij in de commissie Justitie.
Vanaf de verkiezingen van juni 2007 zetelde hij in de Senaat waarvoor hij bij de verkiezingen in 2010 niet werd herkozen. Hij werd evenwel door de MR opgevist als gecoöpteerd senator, nadat hij de overstap had aangekondigd van de MCC (Mouvement des Citoyens pour le Changement) naar de PRL-groep binnen de MR en kon zo zijn zetel behouden. Hij bleef gecoöpteerd senator tot in mei 2014. Als senator was Courtois van 2007 tot 2014 actief in de commissie Justitie, waarvan hij van 2011 tot 2014 voorzitter was, en zetelde hij van 2010 tot 2014 in de commissie Binnenlandse Zaken. In mei 2014 werd Courtois ten slotte verkozen in het Brussels Hoofdstedelijk Parlement, waar hij tot in mei 2019 bleef zetelen en lid was van de commissie Binnenlandse Zaken.
In oktober 2012 werd Courtois verkozen tot gemeenteraadslid van Brussel. Hij werd onmiddellijk eerste schepen, bevoegd voor burgerlijke stand, demografie, gezin en sport. Hij bleef beide functies uitoefenen tot eind 2018. Bij de gemeenteraadsverkiezingen van oktober 2018 was Courtois als lijsttrekker van de MR-Open Vld-lijst kandidaat-burgemeester van Brussel. De lijst verloor echter drie zetels in de gemeenteraad en belandde in de oppositie. Vervolgens kondigde hij zijn politieke afscheid aan. Naar aanleiding van de gemeenteraadsverkiezingen van oktober 2024 keerde Courtois terug naar de lokale politiek als lijstduwer op de MR-lijst in Brussel-Stad. Hij raakte opnieuw verkozen in de gemeenteraad en werd na de installatie van het nieuwe gemeentebestuur in december 2024 voorzitter van de gemeenteraad.
In 2012 opende het Brusselse parket een vooronderzoek naar Alain Courtois, die ervan verdacht werd de wet op overheidsopdrachten te hebben overschreden. Zijn vzw Irisport, die hij in 2007 had opgericht om een sportfestival voor jongeren te organiseren en waar hij tot 2012 bestuurder was, had in datzelfde jaar voor 1,2 miljoen euro aan subsidies gekregen van het Brussels Gewest om een sportevenement te organiseren. Voor dat evenement werden verschillende opdrachten uitgevoerd door een privébedrijf van Courtois en een bedrijf van een van zijn aandeelhouders zonder daarvoor een openbare aanbesteding uit te schrijven. Drie jaar later, in 2015, werd een onderzoeksrechter aangesteld om de zaak verder te onderzoeken. Door zijn status als magistraat was het echter onmogelijk om Courtois als hoofdverdachte te laten ondervragen, waardoor het parket-generaal zich uiteindelijk over de zaak ging buigen. In juni 2024 werd de strafzaak zonder gevolg afgesloten, omdat de beschuldigingen aan zijn adres waren verjaard.